# Musée national de Sao Tomé-et-Principe

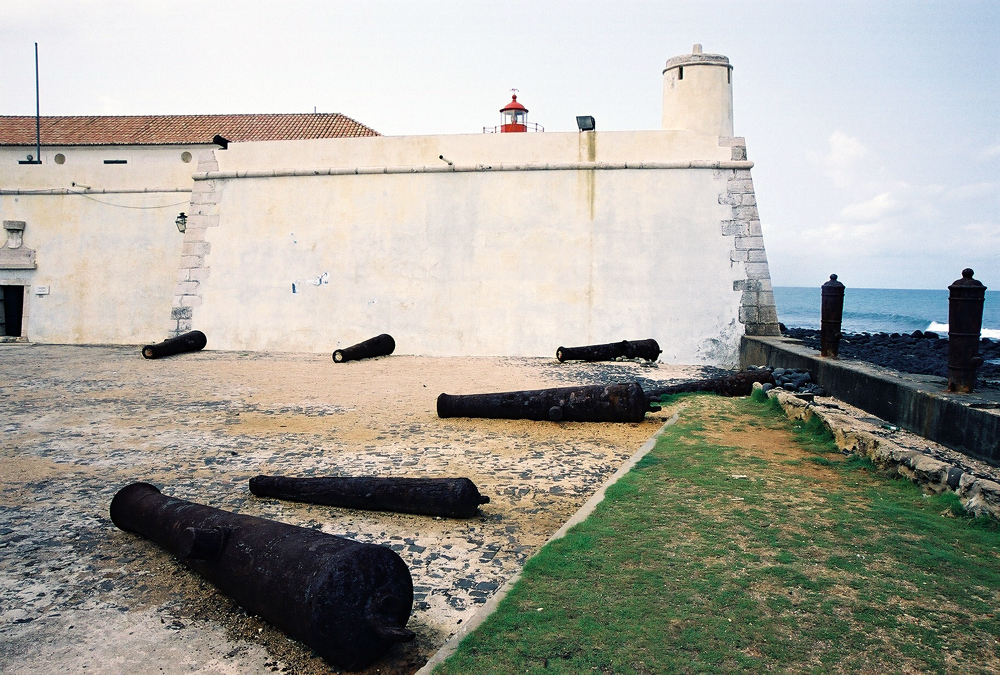
L'ancien fort.

Le musée national de Sao Tomé-et-Principe (Museu nacional) est un musée situé à São Tomé, la capitale de Sao Tomé-et-Principe.

## Histoire
Il est logé dans une ancienne forteresse construite en 1575, le fort São Sebastião, qui abritait d'abord le commandement de Défense maritime coloniale et qui fut transformé en musée le 22 mai 1975, au moment de l'indépendance.

## Collections
Le musée met en valeur les origines tant africaines que portugaises de l'histoire locale. Des salles séparées sont dédiées, d'une part aux pratiques vaudou, d'autre part à l'art sacré catholique.
La vie quotidienne des colons et des esclaves est évoquée à travers des reconstitutions d'intérieurs contrastées, tandis que des portraits de personnalités – notamment de gouverneurs – sont réunis dans une galerie.
L'art contemporain – par exemple les toiles de Manuela Vigôço (1945) – est également représenté.
Une exposition permanente, Casa das tortorugas, est consacrée aux tortues marines depuis 2004.